# Урбан II
Блаженный Урба́н II (лат. Urbanus PP. II, в миру — Эд (Одо) де Шатильон де Лажери (итал. Odon (Otho, Otto) de Lagery), ок. 1042 — 29 июля 1099) — папа римский с 12 марта 1088 года по 29 июля 1099 года. Инициатор начала Крестовых походов.

## Ранние годы и избрание
Эд родился в графстве Шампань недалеко от Парижа, учился в Реймсе у святого Бруно. Был приором аббатства Клюни.
Папа Григорий VII назначил Эда кардиналом Остии около 1080 года. Он был одним из самых видных и активных сторонников григорианских реформ, был папским легатом в Германии с 1084 года и одним из немногих, кого Григорий VII называл в числе своих возможных преемников. После смерти Григория VII в 1085 году папой был избран Дезидерий, настоятель Монтекассино, под именем Виктора III, а после его короткого правления Эд был возведен на папский престол под именем Урбана II на основании единодушного одобрения (март 1088) на небольшом собрании кардиналов и других прелатов в Террачине.

## Папство
Урбан взялся продолжать политику папы Григория VII, при этом показал большую гибкость и дипломатическую утонченность. С самого начала он был вынужден считаться с присутствием в Риме антипапы Климента III. В ходе нескольких сборов, проведенных в Риме, Амальфи, Беневенто и Трое, папа поддержал борьбу против симонии и за право папы на инвеституру, продолжив противостояние с императором Генрихом IV.
Папа одобрил брак графини Матильды Тосканской с Вельфом V, противником императора. Он также помог принцу Конраду в восстании против своего отца и короновал его королём Италии в Милане в 1093 году. Кроме того, Урбан вышел победителем из борьбы с королём Филиппом I Французским, которого он отлучил за его супружескую неверность.

## Крестовые походы

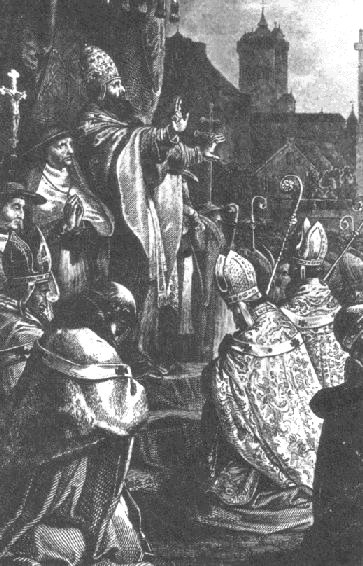
Папа Урбан II на Клермонском соборе благословляет крестовый поход.

Во времена папы Урбана II началась жестокая борьба за право назначать светских и церковных владык. Истоки борьбы за инвеституру лежат именно в правлении Урбана II и его борьбе с императором Генрихом IV. На кону стоял вопрос о том, кто имел право возводить в сан епископов — король или папа.
«Проблемы Урбана II состояли в войне с Германией, конфликтах во Франции, борьбе с антипапой и вытеснении христиан с Востока. Возможно, массовое паломничество (словосочетание „крестовый поход“ ещё не было придумано — оно будет впервые использовано, и с тех пор введено в оборот, гораздо позднее, в работе придворного историографа короля Людовика XIV) могло решить эти проблемы».
Крестовое движение Урбана II впервые обрело свою форму на соборе в Пьяченце, где в марте 1095 году Урбан II принял посла византийского императора Алексея I Комнина, просящего о помощи против мусульман. На Клермонском соборе, состоявшемся в ноябре того же года, проповедь Урбана II, была, возможно, наиболее эффективной речью во всей европейской истории, когда он призвал людей Франции вырвать силой Святую Землю из рук турок. Именно он дал толчок к крестовым походам.
Всем идущим туда, в случае их кончины, отныне будет отпущение грехов. Пусть выступят против неверных в бой, который должен дать в изобилии трофеи, те люди, которые привыкли воевать против своих единоверцев — христиан... Земля та течёт молоком и мёдом. Да станут ныне воинами те, кто раньше являлся грабителем, сражался против братьев и соплеменников. Кто здесь горестен, там станет богат
Речь папы прерывалась возгласами слушателей: «Dieu le veut!» («Так хочет Бог!»).
Слушатели, вдохновленные такой речью, поклялись освободить Гроб Господень от мусульман. Пожелавшие пойти в поход пришили к одежде красный крест. На это дело Урбан II пожертвовал свою сутану. Отсюда и произошло название «крестоносцы».
Папа также разослал письма наиболее влиятельным правителям Европы, призывая их выступить на борьбу с мусульманами. Его призывы были услышаны — европейские князья и феодалы средней руки были заинтересованы в завоевании земель и трофеев за морем, и обещание искупления грехов стало идеальным оправданием начала войны с мусульманами. Так речь папы привела к началу нового этапа европейской истории — эпохи Крестовых походов.

## Кончина
Урбан II умер 29 июля 1099 года, через две недели после взятия крестоносцами Иерусалима, но ещё до получения этого известия в Италии. Беатифицирован в 1881 году. День памяти — 29 июля.
Захоронение папы Урбана II находится в бенедиктинском аббатстве Святой Троицы в Кава-де-Тиррени.

## Урбан II и Сицилия

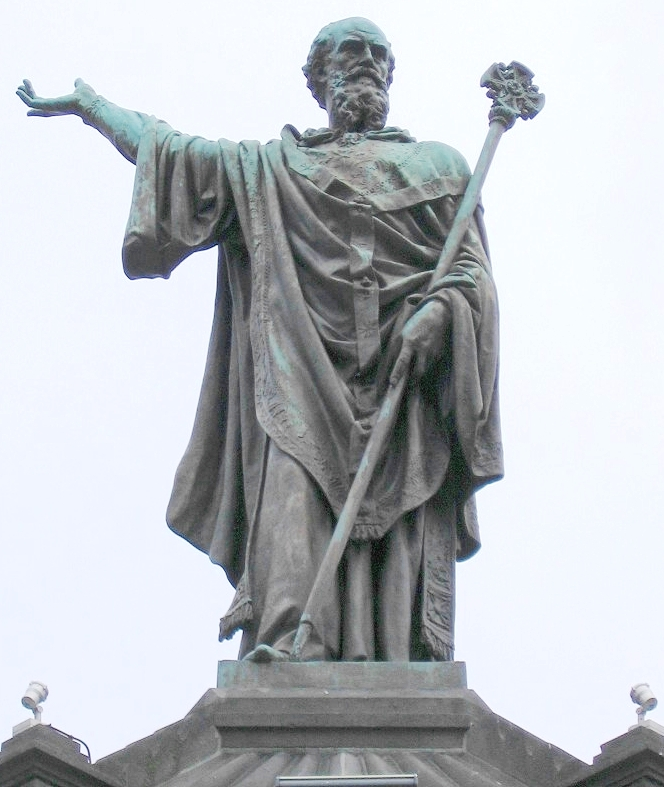
Памятник Урбану II в Клермон-Ферране

Гораздо более тяжелой оказалась борьба папы за возвращение под христианский контроль Кампании и Сицилии, занятых к тому времени последовательно Византией и эмирами Аглабидов и Фатимидов. Его ставленником в Сицилии был норманнский правитель Рожер I. В 1098 году, после осады Капуи, Урбан II даровал чрезвычайные полномочия Рожеру, некоторые из которых папа отказывался передавать другим европейским правителям. Рожер отныне был свободен в назначении епископов, собирал доходы Церкви и направлял их папе, судил церковные споры. Рожер стал фактически легатом папы на Сицилии.
Супруга Рожера Аделаида Савонская привлекла поселенцев из долины реки По, чтобы колонизировать восточную Сицилию. Рожер как светский правитель казался надёжным союзником, так как был всего лишь вассалом своего родственника, графа Апулии, а тот был сам вассалом Рима. Поэтому папе казалось безопасным для Рима предоставить Рожеру эти чрезвычайные полномочия, однако позже они привели к жестокой борьбе с наследниками Рожера — Гогенштауфенами.